# Pierre Mollin
Petrus Jacobus „Piet” Mollin, znany też jako Pierre Mollin (ur. 14 października 1901 w Antwerpii, zm. 19 czerwca 1974 tamże) – belgijski zapaśnik walczący w stylu klasycznym. Olimpijczyk z Amsterdamu 1928, gdzie zajął dziewiąte miejsce w wadze koguciej.
Mistrz Europy w 1929 i 1930; drugi w 1931 roku.
Brat Englebertusa Mollina, zapaśnika i olimpijczyka z Paryża 1924. Wnuk jego brata Henri Mollin, był narciarzem alpejskim i olimpijczykiem z Lake Placid 1980 i Sarajewa 1984.

## Turniej wAmsterdamie 1928
| Konkurencja          | Walki                  | Walki                  | Klas. końcowa |
| Konkurencja          | Przeciwnik I           | Przeciwnik II          | Miejsce       |
| -------------------- | ---------------------- | ---------------------- | ------------- |
| 58 kg styl klasyczny | Anselm Ahlfors (FIN) P | Giovanni Gozzi (ITA) P | 9.            |